# Zara Abid
Zara Abid (Lahore, 4 de abril de 1992 – Karachi, 22 de mayo de 2020) fue una modelo y actriz paquistaní.

## Biografía
Abid nació en Lahore en 1992. Creció y residió en Karachi con su familia y completó su escolaridad en la escuela de señoritas St. Patrick antes de graduarse con una licenciatura y entrar en el mundo del espectáculo.
Obtuvo reconocimiento como modelo al realizar campañas publicitarias para marcas de su país como Sana Safinaz, Wajahat Mansoor, Annus Abrar, Zaheer Abbas y Gul Ahmed. Hizo su debut como actriz en el largometraje Chaudhry, dirigido por Azeem Sajjad.

### Fallecimiento
Falleció a los veintiocho años el 22 de mayo de 2020 en el accidente aéreo del Vuelo 8303 de Pakistan International Airlines que impactó en una zona residencial densamente poblada de Karachi.